# ملوانان (فیلم)
ملوانان (سوئدی: Blåjackor) فیلمی به کارگردانی ارنه ماتسون است که در سال ۱۹۶۴ منتشر شد.